# Fábiánsebestyén
Fábiánsebestyén là một thị trấn thuộc hạt Csongrád, Hungary. Thị trấn này có diện tích 71,73 km², dân số năm 2010 là 2073 người, mật độ 29 người/km².